# Günther Steinkamp
Günther Steinkamp (* 3. April 1935 in Coesfeld † 12. März 2020) war ein deutscher Soziologe und Professor für Soziologie und Sozialpädagogik.

## Leben
Steinkamp studierte Wirtschaftswissenschaften, Soziologie, Sozialpsychologie und Sozialpolitik an den Universitäten Köln, München und Freiburg. In Köln schloss er 1959 als Diplom-Kaufmann ab und wurde 1962 bei René König zum Dr. rer. pol. promoviert. Danach arbeitete er als Wissenschaftlicher Forschungsassistent an der Sozialforschungsstelle an der Universität Münster mit Sitz in Dortmund, als Wissenschaftlicher Assistent an der Hamburger Akademie für Wirtschaft und Politik und als Wissenschaftlicher Assistent, Wissenschaftlicher Rat sowie Wissenschaftlicher Oberrat am Seminar für Sozialwissenschaften der Universität Hamburg. 1971 erlangte er an der Pädagogischen Hochschule Westfalen-Lippe die Venia Legendi und wurde an dessen Standort Bielefeld ordentlicher Professor für Soziologie und Sozialpädagogik. 1980 folgte er einem Ruf auf den Lehrstuhl für Soziologie und Sozialpädagogik an der Universität Bielefeld. Seine Arbeitsschwerpunkte waren Sozialepidemiologie und soziale Gerontologie.

## Schriften (Auswahl)
- Eine Analyse der die vertikale Inter-Generationen-Berufsmobilität in industriellen Gesellschaften verursachenden und beeinflussenden Faktoren. Köln 1962, OCLC 611268433.
- mit Wolfgang H. Stief: Lebensbedingungen und Sozialisation. Die Abhängigkeit von Sozialisationsprozessen in der Familie von ihrer Stellung im Verteilungssystem ökonomischer, sozialer und kultureller Ressourcen und Partizipationschancen. Opladen 1978, ISBN 3-531-02756-5.
- mit Peter Netz und Burkhard Werner: Psychisch gestörte ältere Menschen und ihre sozialen Netzwerke. Eine empirische Analyse. Opladen 1996, ISBN 3-8100-1699-3.
- mit Burkhard Werner: Effekte eines gerontopsychiatrischen Zentrums auf das regionale Versorgungssystem psychisch gestörter älterer Menschen. Eine vergleichende empirische Analyse zweier Versorgungsregionen. Opladen 1997, ISBN 3-8100-1951-8.